# Rocher de la Vacca
Le Rocher de la Vacca, en langue corse Vacca Rocherdela, est un îlot inhabité de l'archipel des Cerbicale en Corse-du-Sud. 
Il fait partie de la Réserve naturelle des îles Cerbicale. 
Le site est essentiellement connu des amateurs de plongée sous-marine. 